# بين وارتون
بين وارتون (بالإنجليزية: Ben Wharton)‏ (17 يونيو 1990 في المملكة المتحدة - ) هو لاعب كرة قدم بريطاني في مركز الهجوم. لعب مع ستوكبورت كونتي ونادي روتشديل وBuxton F.C. ‏ ونادي رادكليف ‏ وWarrington Town F.C. ‏ ونورثويتش فيكتوريا.

## وصلات خارجية
- بين وارتون على موقع قاعدة بيانات كرة القدم.إي يو (الإنجليزية)
- بين وارتون على موقع Soccerbase.com (لاعب) (الإنجليزية)